# Avia Traffic Company
A Avia Traffic Company é uma empresa aérea sediada em Bisqueque, Quirguistão. Seus voos operam a partir do Aeroporto Internacional de Manas.
A companhia aérea está na lista de transportadoras aéreas proibidas na União Europeia.

## Frota

### Frota atual
A frota da Avia Traffic Company inclui as seguintes aeronaves (a partir de agosto de 2019):
| Aeronave        | Em serviço | Encomendadas | Passageiros | Notas |
| --------------- | ---------- | ------------ | ----------- | ----- |
| Airbus A320-200 | 2          | —            | 180         |       |
| Boeing 737-300  | 5          | —            | 148         |       |
| Boeing 737-500  | 1          | —            |             |       |
| Total           | 8          | —            |             |       |

### Frota histórica
A companhia aérea operava anteriormente as seguintes aeronaves:
- 2 British Aerospace 146-200

## Acidentes
- Em 22 de novembro de 2015, um Boeing 737-300 prefixo EX-37005, operando como Voo Avia Traffic Company 768, pousou com força no Aeroporto de Osh, ferindo 8 e causando o arranque de todo o trem de pouso. A aeronave derrapou na pista e o motor esquerdo foi arrancado.[3]